# الآسايش (قضاء سنجار)
الآسايش (بالكردية: Asayîş)‏ والمعروفة رسميًا بآسايش ايزيدخان (بالكردية: Asayîşa Êzîdxanê)‏، هي قوة شرطة تعمل في المناطق التي تسيطر عليها وحدات مقاومة سنجار المدعومة من قبل حزب العمال الكردستاني (PKK). تهدف هذه القوة إلى حماية حقوق الإيزيديين والحفاظ على النظام العام في قضاء سنجار. وتمتلك الآسايش مركز تدريب في سنجار، حيث يتم تدريب رجال الشرطة على يد مقاتلين رفيعي المستوى من حزب العمال الكردستاني. كما تتلقى هذه القوات دعمًا ماليًا رسميًا من الحكومة العراقية.
قوات آسايش ايزيدخان ليست مرتبطة رسميًا بوحدات مقاومة سنجار، وتهدف إلى تقليل الاعتماد على القوى المؤسسية. وسبب ذلك يعود إلى انسحاب قوات البيشمركة في أغسطس 2014، مما فتح المجال لتنظيم داعش لارتكاب الإبادة الجماعية بحق الإيزيديين بعد اجتياز خطوط البيشمركة. وتسعى هذه القوة الجديدة إلى توفير الأمن في المناطق التي تسيطر عليها وحدات مقاومة سنجار وحزب العمال الكردستاني لتمكين الإيزيديين من العودة إلى ديارهم.

## الوضع الحالي
تسود توترات بين قوات الآسايش والحزب الديمقراطي الكردستاني في منطقة كردستان العراق، حيث يسعى الحزب لاستعادة السيطرة على جبل سنجار، بينما يشعر العديد من الإيزيديين بالخيانة ويفضلون الآن الاعتماد على أنفسهم والدفاع عن حقوقهم.

## وصلات خارجية
- اشتباكات بين الجيش العراقي وقوات آسايش ايزيديخان في سنجار
- أسايش إيزيدخان يكشف مخطط أعمالها وأنشطتها للعام الجديد
- ضغط من الايزيديين.. قوى مسلحة تُجبَر على مغادرة سنجار